# Профт, Вернер
Вернер Профт (нем. Werner Proft; 12 августа 1901, Берлин — неизвестно) — немецкий хоккеист на траве, защитник. Бронзовый призёр летних Олимпийских игр 1928 года.

## Биография
Вернер Профт родился 12 августа 1901 года в немецком городе Берлин.
Играл в хоккей на траве за «Лейпцигер» из Лейпцига. В его составе выиграл чемпионат Германии в 1922 и 1926 годах.
В 1928 году вошёл в состав сборной Германии по хоккею на траве на летних Олимпийских играх в Амстердаме и завоевал бронзовую медаль. Играл на позиции защитника, провёл 3 матча, мячей не забивал.
В 1927—1928 годах провёл 6 матчей за сборную Германии.
Работал торговцем.
О дальнейшей жизни данных нет.